# Assassin (Band)
Assassin ist eine deutsche Thrash-Metal-Band aus Düsseldorf, die im Jahr 1985 gegründet wurde, sich 1989 auflöste und 2002 wieder zusammenfand.

## Geschichte

### Von der Gründung bis zur zwischenzeitlichen Auflösung
Im Jahr 1982 schlossen sich Dinko Vekic (Gitarre), Michael Hoffmann (Gitarre) und Markus Ludwig (Gesang) zusammen, um das Projekt „Satanica“ ins Leben zu rufen. Dabei ging es darum, in den Räumlichkeiten der Düsseldorfer Musikgeschäfte die dortigen Instrumente und Verstärker gemeinsam anzutesten, und dabei eigene erste Songideen auszuprobieren. Hoffmann musste kurze Zeit später seinen Wehrdienst ableisten; er wurde kurzzeitig durch „Mettmann“ ersetzt. Die Gruppe bestand nun aus dem Sänger Robert Gonnella, den Gitarristen Dinko Vekić und Jürgen „Scholli“ Scholz, dem Bassisten Markus „Lulle“ Ludwig und dem Schlagzeuger Danger, welcher sich später in Psycho umbenennen sollte. Im August 1985 nahm die Band mit Holy Terror ein erstes Demo auf. Von dem Demo setzten sich in den folgenden 11 bis 12 Monaten etwa 500 Stück ab. Im Folgejahr schloss sich mit The Saga of Nemesis an, wobei die Gruppe hierbei aus dem Sänger Robert Gonnella, den Gitarristen Dinko Vekić und Jürgen Scholz, dem Bassisten Markus Ludwig und dem Schlagzeuger Danger (später nannte er sich in Psycho um) bestand. Das Demo wurde vom ehemaligen Warlock-Gitarristen Rudy Graf produziert. Von dem Demo setzten sich etwa 600 bis 700 Exemplare ab.
Im Sommer 1986 spielten Mitglieder von Assassin außerdem mit Øystein „Euronymous“ Aarseth und Jørn „Necrobutcher“ Stubberud von der norwegischen Band Mayhem unter dem Namen Checker Patrol eine Demoaufnahme ein, bei dem Lied Metalion in the Park wirkte Jon „Metalion“ Kristiansen, der zusammen mit den Mayhem-Mitgliedern nach Deutschland gereist war, als Hintergrundsänger mit. Durch The Saga of Nemesis konnte die Band einen Vertrag mit Steamhammer Records erlangen. Anfang 1987 schloss sich über dieses Label das Debütalbum The Upcoming Terror an. Der Veröffentlichung folgten diverse Konzerte, wobei die Band auch zusammen mit Crimson Glory und Celtic Frost zusammen in Düsseldorf spielten. Außerdem spielte sie als Vorgruppe für Kreator und Warlock. Kurz nach der Veröffentlichung des Albums verließ Drummer Danger/Psycho die Band, gefolgt von Gitarrist Jürgen „Scholli“ Scholz. Ersatz wurde in Frank Nellen und Michael Hoffmann gefunden.
1988 schloss sich das zweite Album Interstellar Experience an. Der Tonträger wurde unter der Leitung von Harris Johns aufgenommen. Auf dem Album bestand die Band neben Gonnella und Vekić aus dem Gitarristen Michael Hoffmann, dem Bassisten Markus Ludwig und dem Schlagzeuger Frank Nellen. Der Veröffentlichung folgten Auftritte in Deutschland zusammen mit Testament und Death Angel. Zudem spielte Assassin auch in Düsseldorf zusammen mit Running Wild und Sabbat. Außerdem ging die Band auf eine Europatournee zusammen mit Death Angel und Rumble Militia und spielte dabei auch in Dortmund. Während der Arbeiten zu einem dritten Album verließ der Gitarrist Vekić die Band. Lediglich ein drittes Demo wurde im Februar und März 1989 aufgenommen, worauf Olaf als zweiter Gitarrist zu hören war. Da sich kein permanenter zweiter Gitarrist fand und zudem noch in den Proberaum der Band eingebrochen wurde und es dadurch finanziell um die Band schlecht bestellt war, stand die Band im April 1989 vor ihrem Ende. Nach der Auflösung trat Hoffmann Sodom bei und zog später nach Brasilien. Gonnella zog zuerst nach Japan, dann nach China. Scholz trat zunächst der Band Susperia bei, ehe er bei Secret Discovery spielte.

### Seit der Wiedervereinigung
Im Laufe der Jahre versuchte sich die Band an mehreren Wiedervereinigungen, was jedoch erst 2002 gelang. Neben Scholz und Vekić, den beiden Originalmitgliedern und Sänger Robert Gonella, bestand die neue Besetzung aus dem Bassisten Joachim Hopf und dem Schlagzeuger Atomic Steif (Holy Moses, Ex-Living Death). Im Jahr 2003 spielte die Band auf dem Wacken Open Air. 2005 erschien das nächste Album The Club in Eigenveröffentlichung, worauf Vekić durch Michael Hoffmann, der erneut zur Band zurückkehrte, ersetzt worden war. 2006 spielte die Band auf dem Keep It True. Im Jahr 2009 kamen der Bassist Joachim Kremer und der Schlagzeuger Björn Sondermann zur Band, ehe die Gruppe Auftritte in China und Japan spielte. Im selben Jahr trat die Band auch in Hagen zusammen mit Destruction, Darth und Adligate auf. Das von Harris Johns produzierte Album Breaking the Silence erschien im Februar 2011 über SPV. Im selben Jahr wurden die ersten beiden Alben unter dem Titel Chronicles of Resistance als Kompilation mit unveröffentlichten Bonustiteln wiederveröffentlicht, darunter einer Coverversion des Stückes Low Intensity Warfare der japanischen Thrash-Metal-Band Casbah, das unter Mitwirkung beider Bands aufgenommen wurde. 2012 erschien die DVD Chaos and Live Shots, die die Band bei einem Live-Auftritt im März 2010 in Osaka zeigt.
Die Band tourt seitdem weltweit, vor allem in Südamerika sowie Ost- und Südeuropa. Anfang 2014 verließ der Sänger Robert Gonnella die Band und konnte durch Ingo Bajonczak ersetzt werden. 2015 begab sich die Band erneut ins Studio, um ihr fünftes Studioalbum Combat Cathedral aufzunehmen. Kurz vor Veröffentlichung des Albums verließ Michael Hoffmann die Band aus musikalischen Gründen. Ein Ersatz wurde Anfang 2016 mit Frank Blackfire (Ex-Sodom und Kreator) gefunden, kurz nachdem das Album Combat Cathedral veröffentlicht wurde, welches durchweg bei Fans und Magazinen höchstes Lob erntete. Anfang 2018 stieg Frank Blackfire wieder bei Sodom ein, jedoch blieb er weiterhin Assassin erhalten. Im Februar 2020 wurde bei dem neuen Vertragspartner Massacre Records das neue Assassin-Album Bestia Immundis veröffentlicht. Alle Songs stammen von Gitarrist Jürgen „Scholli“ Scholz und Bassist Joachim Kremer und wurden von Schlagzeuger Björn Sondermann produziert. Während der COVID-19-Pandemie hatte sich das Label High Roller Records, das für Wiederveröffentlichungen von älteren, besonderen Werken bekannt ist, bei Assassin gemeldet und es wurden die beiden Demos Holy Terror (1985) und The Saga of Nemesis (1986) wiederveröffentlicht.

## Stil
Die Gruppe zählt zu den ältesten, deutschen Thrash-Metal-Bands. Auf dem Debütalbum The Upcoming Terror spielte die Band aggressiven Thrash Metal, mit sozialkritischen und Anti-Kriegs-Texten. Musikalisch erinnert die Band an Gruppen wie Deathrow. Das Album gleicht laut Uwe Lerch vom Metal Hammer den Werken von Exumer, Angel Dust und Tankard. Laut Uwe Schnädelbach kann man die Band nicht mit Thrash-Metal-Künstlern wie Kreator und Destruction vergleichen, da man einen starken Einfluss aus dem Hardcore Punk höre und sich dies auch besonders in den aussagekräftigen Liedtexten Gonnellas zeige. In den schnelleren Passagen stellte er klangliche Parallelen zu D.R.I. fest. Laut Martin Popoff ist die Musik auf dem Album so chaotisch und wild, dass man sie mit den Werken der frühen Destruction und Voivod vergleichen könne. Auf Interstellar Experience widmete sich die Band ebenfalls politischen Themen, wie etwa die UN-Resolution 588, in der die Führer des Irans und Iraks aufgefordert werden, den Golfkrieg einzustellen. Vereinzelt sind auch Spaß-Lieder zu hören, wie etwa Junk Food, das von Süßigkeiten aller Variationen handelt. Laut Andrea Nieradzik vom Metal Hammer spielte die Band hierauf eine schnelle Mischung aus Hardcore Punk und Thrash Metal, man könne klangliche Parallelen zu D.R.I. erkennen. Im Vergleich zum Vorgänger habe sich die Band in Sachen Geschwindigkeit gesteigert, so Popoff. Auf Breaking the Silence spielte die Band laut Marc Halupczok vom Metal Hammer wieder klassischen Thrash Metal, wohingegen der Vorgänger noch stark mit Hardcore Punk vermischt worden sei. Die Lieder würden sich meist im oberen Geschwindigkeitsbereich bewegen.
Die Band selbst bezeichnet ihre Musik als „Progressive Thrash Metal“. Mit dem Hinzukommen von Schlagzeuger Frank Nellen wurde die Band laut Metalion noch schneller und technisch anspruchsvoller. Nellen verwandte dabei nur eine Bassdrum. Nellen wurde stark durch Jazz beeinflusst. Die Mitglieder wurden in ihren Anfangstagen durch Gruppen wie Venom, Metallica und Slayer beeinflusst.

## Diskografie

### Studioalben
- 1987: The Upcoming Terror
- 1988: Interstellar Experience
- 2005: The Club
- 2011: Breaking the Silence
- 2016: Combat Cathedral
- 2020: Bestia Immundis

### Sonstige Veröffentlichungen
- 2011: Chronicles of Resistance (Kompilation)
- 2012: Chaos and Live Shots (DVD)

### Demos
- 1985: Holy Terror
- 1986: The Saga of Nemesis
- 1987: Live '87
- 1989: Demo
- 2008: Breaking the Silence